# ویشیشت‌ادویته

سری رامانجو

ویشیشت‌ادویته (سانسکریت: विशिष्टाद्वैत، آوانگاری: Viśiṣṭādvaita، ت. «ادویته ٔمشخص و یکتا») از مهم‌ترین مکاتب فلسفی ودانته در فلسفه هندی است که سری رامانجو (‏۱۰۱۷–۱۱۳۷ میلادی) آن را بنیان گذاشت. رامانجو از مخالفان شانکرا و مکتب ادویته بود.
ویشیشت‌ادویته فلسفه‌ای ترکیبی است که ساختار فکری یگانه‌انگار ادویته و فلسفهٔ خداباورانهٔ دوایته را به هم پیوند می‌زند.
سری رامانجو مکرراً به اوپانیشادها ارجاع می‌داد و مدعی بود که ویشیشت‌ادویته ریشه در اوپانیشادها دارد.
تفسیر ویشیشت‌ادویته از اوپانیشادها نوع محدودی از یگانه‌انگاری است.
به گفتهٔ جنین فاولر سری رامانجو بر آن بود که اوپانیشادها نظریهٔ مبنی بر دوگانگی بدن و روح به دست می‌دهند که در آن برهمن در همه چیز هست و با این حال جدای از و فرای همه چیز، روح یا فرمانروای درونی و نامیرا است.
بنابر مکتب ویشیشت‌ادویته کیفیت روح هر فرد با کیفیت برهمن یکی است اما کمیت آن از کمیت برهمن جداست.
در مکتب ویشیشت‌ادویته، به اوپانیشادها به عنوان آموزندهٔ یک ایشوار (ویشنو) نگاه می‌شود که کرسی همهٔ صفات برتر است و همهٔ جهان قابل مشاهده بدن خدایی است که در همه چیز هست.
تأکید این مکتب بر عبادت و تذکار دائمی زیبایی و عشق به خدای شخصی است. این امر در نهایت فرد را به یکی شدن با برهمن انتزاعی رهنمون می‌کند.
به گفتهٔ فاولر، برهمن اوپانیشادها در تفسیر رامانجو یک حقیقت زنده و «آتمنِ همه چیز و همهٔ موجودات» است.